# Faustyn Szlęzak

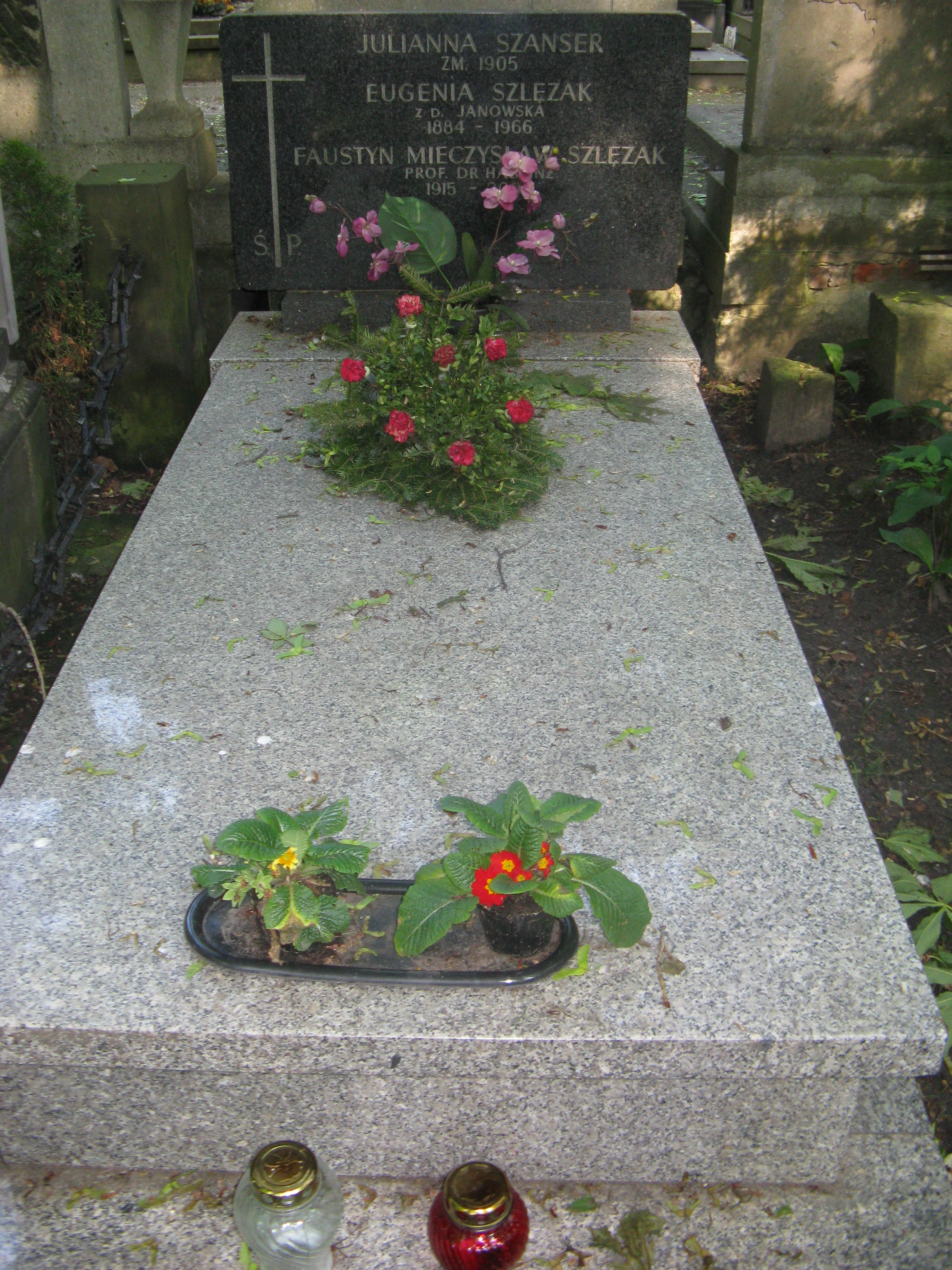
Grób Faustyna Szlęzaka na cmentarzu Powązkowskim

Faustyn Mieczysław Szlęzak (ur. 12 września 1915 w Warszawie, zm. 5 maja 2004) – polski inżynier, wykładowca i działacz polityczny, poseł na Sejm Ustawodawczy (1947–1952). 

## Życiorys
Był synem Faustyna i Eugenii. Ukończył studia na Wydziale Inżynierii Lądowej i Wodnej Politechniki Warszawskiej. W Polsce międzywojennej był związany ze spółdzielczością, później pracował jako inżynier w Dyrekcji Okręgowej Kolei Polskich w Warszawie oraz Syndykacie Hutnictwa Żelaznego w Katowicach. W latach 1935–1936 działał we Frakcji Lewicowej Legionu Młodych. Od 1937 angażował się w działalność w Klubie oraz Stronnictwie Demokratycznym. W okresie II wojny światowej pracował jako robotnik w stolicy. Był aktywny w podziemnych strukturach SD. Po zakończeniu wojny rozpoczął wykłady w Katedrze Budowy Mostów Politechniki Warszawskiej. Pełnił wiele funkcji w SD – m.in. zasiadał w Centralnym Sądzie Partyjnym, kierował wydziałami Centralnego Komitetu partii, w latach 1946–1949 był sekretarzem Rady Naczelnej, od 1949 do 1950 pełnił funkcję zastępcy sekretarza generalnego i w latach 1957–1959 był przewodniczącym Stołecznego Komitetu SD.
Działał społecznie jako radny (w tym m.in. członek prezydium) Rady Narodowej m.st. Warszawy. W 1946 Stronnictwo Demokratyczne rekomendowało go do Sejmu Ustawodawczego, w którym zasiadał w latach 1947–1952 jako przedstawiciel okręgu Gdynia. Pracował w Komisjach: Komunikacyjnej, Odbudowy, Planu Gospodarczego (jako wiceprzewodniczący) oraz Morskiej i Handlu Zagranicznego (sekretarz).
Po odejściu z Sejmu wykładał w SGGW. Był autorem wielu publikacji naukowych, w tym podręczników akademickich. W grudniu 1959 został wykluczony z SD, w styczniu 1970 przywrócony w prawach członka (należał do Koła Terenowego Saska Kępa). Na emeryturze związany z Klubem Demokratycznym im. Mieczysława Michałowicza.
Zmarł w 2004. Został pochowany na cmentarzu Powązkowskim (kwatera 53-2-25).
Odznaczony Srebrnym (1946) i Złotym (1954) Krzyżem Zasługi oraz Medalem 10-lecia Polski Ludowej (1955).

## Wybrane publikacje
- Budownictwo stalowe, Państwowe Wydawnictwo Naukowe, Łódź 1965
- Konstrukcje żelbetowe, Państwowe Wydawnictwo Naukowe, Łódź 1966
- Badania doświadczalne dwuosiowego stanu napięcia i energetyczny warunek wytężenia materiału, Szkoła Główna Gospodarstwa Wiejskiego w Warszawie. Wydział Melioracji Wodnych, Warszawa 1967.
- Metodyka badań korozji elementów żelbetowych i stalowych w warunkach agresji środowiska w budynkach inwentarskich, Warszawa 1981
- (wraz z Marią Wiśniewską), Wymiarowanie wybranych konstrukcji żelbetowych metodą stanów granicznych, Warszawa 1988